# Langueux
Langueux (bret. Langaeg) – miejscowość i gmina we Francji, w regionie Bretania, w departamencie Côtes-d’Armor.
Według danych na rok 1990 gminę zamieszkiwało 5938 osób, a gęstość zaludnienia wynosiła 653 osoby/km² (wśród 1269 gmin Bretanii Langueux plasuje się na 63. miejscu pod względem liczby ludności, natomiast pod względem powierzchni na miejscu 872.).